# Zouan-Hounien
Pour l’article homonyme, voir Zouan-Hounien (département).
Zouan-Hounien  est une ville de l'ouest de la Côte d'Ivoire, en Afrique de l'ouest. C'est une préfecture, dans la région du Tonkpi.
La population y est essentiellement constituée de Yacoubas

## Histoire
Zouan-Hounien a connu la conquête coloniale en 1913. Elle fut érigée en chef-lieu de sous-préfecture en 1961, en commune le 17 octobre 1985 puis en chef-lieu de Département le 07 juillet 2005. 
La commune de Zouan-Hounien est constituée de 3 cantons (Koulinleu, Lolé et Blossé) et couvre une superficie de 150 700 ha dont 85 ha sont urbanisés. La ville de Zouan-Hounien est subdivisée en vingt-trois quartiers auxquels s’ajoutent trente villages.

## Géographie
La commune de Zouan-Hounien est située à l'ouest de la Côte d’Ivoire, précisément dans la région du Tonkpi. 
Elle est distante d’Abidjan (capitale économique de la Côte d’Ivoire) de 680 km, de Yamoussoukro (capitale politique) de 450 km, de Man (chef-lieu de région) de 110 km. Elle fait frontière avec le département de Bloléquin à travers le fleuve Cavally.
Zouan-Hounien est établie à une altitude moyenne de 275 mètres, sur un interfluve compris entre le Kpéa et le Béhi, deux affluents du Vih, lui-même affluent du fleuve Nuon qui délimite la frontière de la Côte d’Ivoire avec le Libéria.    
L’espace périurbain est occupé par la forêt secondaire, dégradation de la forêt dense primaire, Zouan-Hounien se caractérise par un climat à quatre saisons, pour une pluviométrie annuelle d’environ 1800 millimètres.
Le mont « Vah » avec 441 m est le plus culminant qui domine le relief de Zouan-Hounien. 

## Démographie
La commune est peuplée d’autochtones Dan ou Yacouba, d’allogènes Ivoiriens (Guéré, Baoulé, Malinké…) et d’étrangers de la sous-région (CEDEAO). 
La taille de la population de la commune de Zouan-Hounien est estimée à 70 542 habitants dont 36 249 hommes et 34 293 femmes. La ville de Zouan-Hounien, quant à elle, fait 28 003 habitants dont 17 514 hommes et 13 489 femmes. 

## Économie

### Agriculture
À Zouan-Hounien, l’agriculture jouit d’un environnement très favorable compte tenu du climat, de la végétation et de la qualité du sol.

#### Cultures de rente
Socle de l’économie ivoirienne depuis des lustres, le café et le cacao représentent 40 % des recettes d’exportation du pays. La Côte d’Ivoire, premier producteur mondial de cacao, est parmi les cinq premiers producteurs mondiaux de café. En effet, au plan communal, ces deux cultures tiennent le haut du pavé. L’huile de palme, produite de manière artisanale dans cette localité, est de meilleure qualité, car les palmiers à huile poussent tout naturellement dans cette zone. L’organisation et le développement du secteur des cultures de rente contribueront certainement à l’essor de la commune. Il reste cependant des questions d’ordre logistique qui pourraient trouver de manière pérenne leur solution dans l’installation d’unités de transformation (fabrication d’huile et dérivées, de produits pneumatiques…), le bitumage et l’entretien du réseau routier.

#### Cultures vivrières
Les principales cultures vivrières dans la commune sont le riz et le manioc. Outre ces produits, les cultures de piment, de maïs, de gombo, d’arachide… sont toutes aussi favorables. 
L’une des habitudes alimentaires est le champignon qui est une plante saisonnière qui pousse de façon naturelle (saison pluvieuse). 

#### Riz
La production annuelle de la Côte d’Ivoire est de 600 000 tonnes de riz blanchi pour des besoins nationaux estimés à 1 500 000 tonnes. Cela exprime un manque à gagner important en termes de production car le riz est la première céréale consommée par l’ensemble des populations de la Côte d’Ivoire (60 kg/hab./an).  
Selon l’Agence nationale d'appui au développement rural (ANADER), Zouan-Hounien regorge plus de 5 000 ha de bas-fonds dont 2 000 ha sont partiellement aménagés et plus de 3 000 ha sont à l’état primaire, disponibles pour un projet rizicole d’envergure.

#### Manioc
Denrée prisée par toutes les couches sociales compte tenu de la multiplicité de ses dérivées, la culture du manioc est une tradition chez les Yacouba en général et particulièrement chez les habitants de Zouan-Hounien. Sa transformation à une échelle industrielle reste un challenge économique pour la commune.

### Élevage
L’élevage reste un secteur inexploité.

### Industrie
Les atouts naturels de la commune constituent un vivier d’opportunités de construction d’usines de transformation agroalimentaire (transformation partielle du cacao et du café pour la production de produits dérivés…, décorticage de riz et autres). 
Zouan-Hounien dispose d’importants gisements miniers avérés dont le plus significatif est en exploitation depuis 1989. Il s’agit de la mine d’or d’Ity située à 15 km du chef-lieu de commune, qui produit en moyenne six tonnes d’or par an. Il existe aussi des indices d’autres gisements dont le marbre, le cuivre et l’argent. 

## Santé
La commune de Zouan-Hounien dispose d’un hôpital général, d’un service médico-scolaire, de deux centres de santé urbains et six centres de santé ruraux. 

## Éducation
La commune de Zouan-Hounien présente un lycée municipal (établissement public), sept collèges privés et 40 écoles primaires. 
Il convient de noter qu’une université publique se trouve à 110 km de la ville de Zouan-Hounien, plus précisément à Man, chef-lieu de région. 

## Vie associative
La vie à Zouan-Hounien est marquée par la présence de plusieurs associations et groupements coopératifs de jeunes, de femmes, des personnes de troisième âge, de personnes en situation de handicap.

## Tourisme, artisanat et culture
Ce secteur contient des activités diverses comme : 
- Lutte traditionnelle ;
- Danses de masques dont les échassiers ;
- Masques ludiques ;
- Pont de lianes de Ouelleu, Vatouo, Leipleu ;
- Danse Medy ;

Il est aussi animé par :
- Des jongleurs d’enfants ;
- Des charmeurs de serpents ;
- Des tisserands de boubous et pagnes traditionnels
- Des artisans et des fabricants d’objets d’art.

Il est organisé chaque année à Zouan-Hounien au mois d’août le festival des arts et de la culture Dan dénommé Tonkpi Niedaley dont l’apothéose se tient à Man, du 7 au 12 décembre.